# Kommunikationsprotokoll
Kommunikationsprotokoll är en överenskommelse mellan två eller flera parter om hur man ska kommunicera. Kommunikationsprotokoll används inom de flesta typer av kommunikation, men dess användning är tydligast vid de kommunikationstyper som kräver strikta regler till exempel kommunikation mellan datorer och i de fall där parterna inte kan prata samtidigt, exempelvis polisradiokommunikation.
I vardagslivet använder de flesta, omedvetet, kommunikationsprotokoll för att underlätta kommunikationen: när två personer möts säger båda "hej" för att markera inledningen på ett samtal, och "hej då" för att avsluta samtalet. Om den ena parten inte uppfattar något ord kan denne säga "va?" eller "förlåt?", varpå den andra parten upprepar det senast sagda ordet. Om båda parterna råkar prata varandra i munnen tystnar båda, väntar en slumpmässigt vald tid, och upprepar senast sagda ord.
Vid kommunikation genom radioutrustning krävs att de kommunicerande parterna tydligt markerar när de har skickat hela sitt meddelande, och väntar på svar från den andra parten. På svenska görs detta i allmänhet genom att ordet "kom" avslutar varje meddelande, och för att avsluta kommunikation säger ena parten "slut" varpå den andra parten uppfattar det och säger "klart slut". Vid kommunikation av enskilda bokstäver används ett bokstaveringsalfabet.
Kommunikationsprotokoll för datorprogram måste vara tydligt specificerade för att programmen ska gå att implementera på ett entydigt sätt. Exempel på kommunikationsprotokoll för datorer är HTTP (överföring av webbsidor över Internet), TCP/IP (för den grundläggande Internet-kommunikationen) och SMTP (överföring av e-post).
Om inte ett kommunikationsprotokoll för datorprogram är entydigt skulle det kunna liknas vid att två personer från två olika länder skulle försöka prata med varandra utan att förstå vad den andra säger, och i likhet med detta så skulle t.ex. engelska kunna vara ett entydigt kommunikationsprotokoll för människor.